# کلافلین (کانزاس)
کلافلین (به انگلیسی: Claflin) شهری در ایالت کانزاس کشور ایالات متحده آمریکا است که جمعیت آن در سرشماری سال ۲۰۱۰ میلادی، ۶۴۵ نفر بوده‌است.